# Pascagoula, Mississippi
Pascagoula, Mississippi là một thành phố thuộc quận trong tiểu bang Mississippi, Hoa Kỳ. Thành phố này là quận lỵ của quận Jackson6. Pascagoula là một thành phố công nghiệp chính của Mississippi, dọc theo Gulf Coast. 
Thành phố có diện tích km², dân số theo điều tra năm 2000 của Cục điều tra dân số Hoa Kỳ là 26.200 người. Thành phố được phục vụ bởi ba sân bay: sân bay khu vực Mobile tọa lạc ở Mobile, Alabama gần đó; sân bay quốc tế Gulfport-Biloxi khoảng 40 dặm (64 km) về phía tây Pascagoula; và sân bay quốc tế Trent Lott nằm ở quận Jackson.